# Ginka Gjurowa
Ginka Gjurowa (bułg. Гинка Гюрова; ur. 15 kwietnia 1954 w Simeonowcu) – bułgarska wioślarka, dwukrotna medalistka olimpijska oraz wicemistrzyni świata.

## Kariera
Wystąpiła na igrzyskach olimpijskich w Montrealu w 1976, gdzie osada Bułgarii w składzie: Ginka Gjurowa, Lilana Wasewa, Reni Jordanowa, Marijka Modewa i Kapka Georgiewa (sternik) zdobyła srebrny medal w czwórkach ze sternikiem. W finale uplasowały się o 3,16 sekundy za osadą NRD i o 1,14 sekundy przed osadą osadę ZSRR. Był to debiut tej konkurencji w programie olimpijskim. Na rozgrywanych cztery lata później igrzyskach olimpijskich w Moskwie wspólnie z Marijką Modewą, Ritą Todorową, Iskrą Welinową i Nadją Filipową wywalczyła w tej samej konkurencji kolejny srebrny medal medal. Tym razem w finale o 1,48 sekundy przegrały z NRD, a o 0,17 sekundy wyprzedziły ZSRR.
W czwórkach ze sternikiem zdobyła również srebro na mistrzostwach świata w Nottingham (1975). Bułgarki startowały tam w tym samym składzie co na igrzyskach w 1976.
Kształciła się w Narodowej Akademii Sportu im. Wasyla Lewskiego w Sofii. Po zakończeniu kariery została działaczką sportową. Była też ekspertem do spraw sportu w Urzędzie Miasta Płowdiw. Uczestniczyła w organizacji i przeprowadzeniu mistrzostw świata w Płowdiwie w 2012. Odznaczona między innymi Orderem Czerwonego Sztandaru Pracy i Orderem Ludowej Republiki Bułgarii.